# Jardín Botánico Rezuo Liangyuan
El Jardín Botánico Rezuo Liangyuan, o en pinyin: Rezuo Liangyuan Zhiwuyuan, es un jardín botánico de unas 32 hectáreas situado en Danzhou, en la costa oeste de Hainan en la zona sur tropical de China.

## Localización
Se encuentra situado en la parte oeste del condado de Nada cerca de la ciudad de Danzhou en la zona oeste de la costa de Hainan.  

## Historia
Se inauguró en 1958.

## Colecciones
Con un clima tropical en sus 32 hectáreas de extensión se incluyen 7 secciones diferenciadas donde se pueden observar una gran variedad de hierbas y plantas tropicales, plantas productoras de aceite y de frutas.

## Actividades
Esta institución científica alberga dos centros investigadores independientes :
- Instituto de Plantas Tropicales del Sur de China
- Centro de Investigaciones de la Zona Tropical del Sur de China.